# تورگینی آندربری
تورگینی آندربری (سوئدی: Torgny Anderberg؛ ‏ ۲۵ فوریهٔ ۱۹۱۹ – ۶ نوامبر ۲۰۰۰) یک هنرپیشه، کارگردان فیلم اهل سوئد بود.
از فیلم‌ها یا برنامه‌های تلویزیونی که وی در آن نقش داشته‌است می‌توان به کشتی برای هند اشاره کرد.